# Birgitte Thott
Birgitte (Bridget) Thott (17 de juny de 1610 – 8 d'abril de 1662) va ser una escriptora i traductora danesa, erudita i feminista, defensora dels drets de les dones. Tenia una llatí fluid (era la seva branca d'estudi principal), a més de dominar altres llengües. És coneguda per les seves traduccions al danès, particularment la traducció de 1.000 pàgines del filòsof llatí Sèneca.

## Vida
Birgitte va néixer el 1610 a Turebygård. El seus pares eren Christen Thott i Sophie Below. El seu germà era Henrik Thott (1606-1676). Thott va perdre el seu pare a l'edat de 6 anys. La seva mare era una dona culta i li va proporcionar coneixements sobre llengua i literatura. En aquella època, l'educació rebuda d'uns pares cultes era l'única forma que les nenes daneses accedissin a una educació.
Thott es va casar amb Otto Giøe el 1632 amb 22 anys, però ell va morir 10 anys després per una ferida de bala. No van tenir cap fill. Malgrat no tenir cap fill biològic, Birgitte Thott va acollir dues criatures conegudes pel nom d'Elisabeth i Sophie.

## Carrera

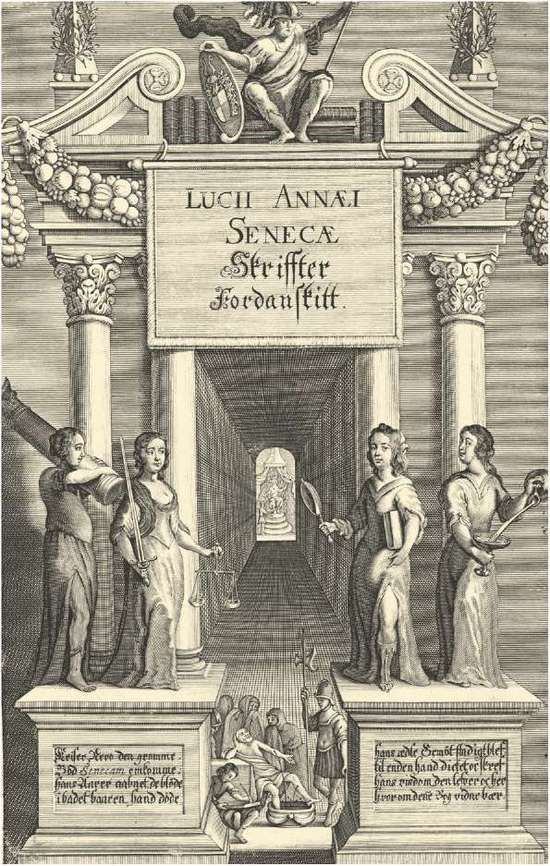
Portada de la traducció de l'obra de Sèneca elaborada per Thott. El nom de Birgitte Thott no hi apareix, però sí una il·lustració de Thott com a Minerva portant un casc

És famosa per haver traduït el Philologus de Sèneca del llatí al danès el 1658. La tasca va ocupar 1.000 pàgines. Aquesta traducció era la primera del seu tipus, i va introduir noves converses culturals i religioses a l'audiència danesa. A més a més, aquesta traducció va encunyar nous mots.
Encara que era proficient en llatí, Birgitte Thott no va escriure cap text en llatí, sinó que se centrava més en la traducció. “Fonts contemporànies afirmen que va arribar a dominar el danès, alemany, francès, holandès, anglès, italià, castellà, llatí, grec i hebreu, i els seus coneixements d'alemany, anglès, francès i llatí són confirmats per les traduccions que resten d'aquell temps.”
Va continuar els seus estudis en morir el seu marit. El 1660, Birgitte Thott va rebre el permís del rei per rebre una beca anual de l'Acadèmia Soro per seguir els seus estudis, ampliar la seva biblioteca i continuar investigant idiomes. Es va aconseguir amb l'assistència de Jørgen Rosenkrantz.
Thott formava part d'una petita xarxa europea de 100-150 dones cultes, incloses Cristina de Suècia, Marie le Jars du Gournay (a França), Bathsua Makin (a Anglaterra), Dorothea Moore (a Irlanda), i Anna Maria van Schurman. Va esdevenir una dona molt respectada en la comunitat d'erudits danesos, malgrat que la seva professió no era pública. Va ser una de les primeres defensores dels drets de les dones a Escandinàvia.